# Angelica (Metastasio)
Angelica ist ein Libretto zu einer Festa teatrale in zwei Teilen von Pietro Metastasio. Geschrieben und von Nicola Antonio Porpora erstmals vertont wurde es für die Feierlichkeiten zum Geburtstag der Kaiserin Elisabeth-Christine (der Gemahlin Karls VI.) am 28. August 1720. Die Aufführungen fanden am 4. und 7. September im Palast von Antonio Caracciolo, dem Prinzen von Torella, in Neapel statt.

## Handlung

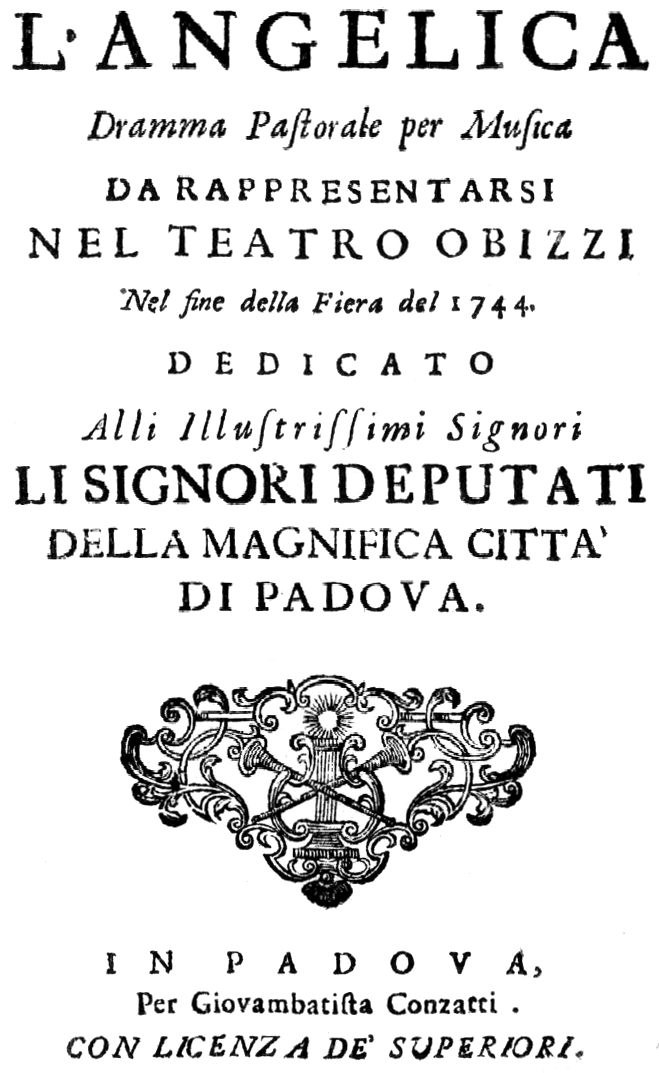
Titelblatt des Librettos, Musik von Ignazio Fiorillo, Padua 1744

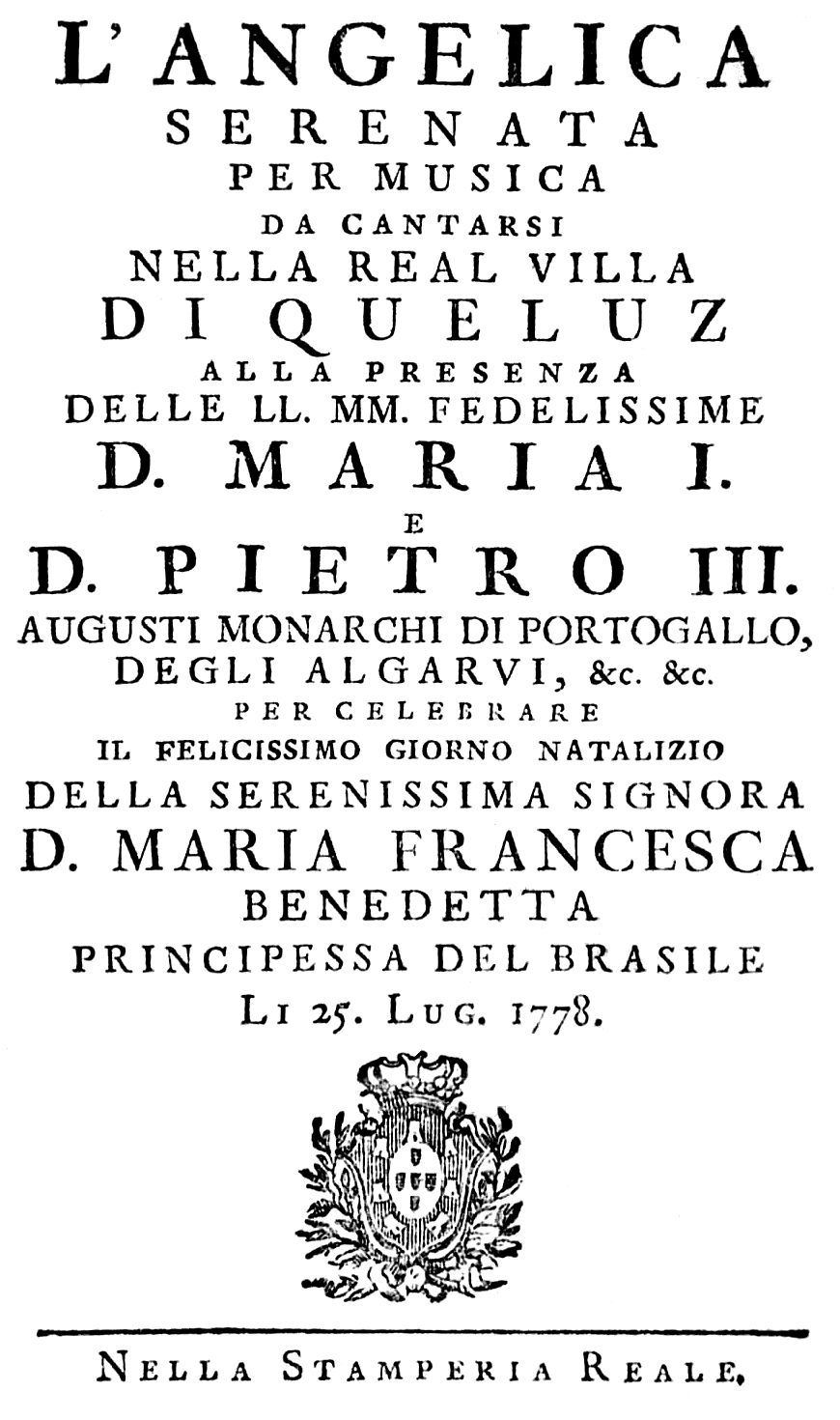
Titelblatt des Librettos, Musik von João de Sousa Carvalho, Lissabon 1778

In seinem Libretto stellt Metastasio die höfische Liebe der Edelleute den schlichteren Gewohnheiten der Landleute gegenüber. Die Handlung basiert auf Motiven den Gesängen 18, 19 und 23 des Orlando furioso von Ludovico Ariosto sowie dem Orlando innamorato von Matteo Maria Boiardo. Hintergrund sind die sagenhaften Kriege zwischen den christlichen Truppen Karls des Großen und den sogenannten Sarazenen aus Afrika und Spanien unter dem muslimischen König Agramante.

### Vorgeschichte
Einer der wichtigsten Hauptleute Karls ist Orlando, der Herzog von Aglant, der nach längerer Abwesenheit im Orient in Begleitung der chinesischen Prinzessin Angelica heimgekehrt ist, um am Kampf teilzunehmen. Orlando ist in Angelica verliebt. Diese zeigt jedoch kein Interesse an ihm, sondern flieht, um in ihre Heimat zurückzukehren. Orlando und mehrere andere Ritter machen sich auf die Suche nach ihr. Nach einer mörderischen Schlacht zwischen den Christen und den Sarazenen suchen zwei der überlebenden muslimischen Soldaten, Medoro und Cloridano, im Mondlicht nach der Leiche ihres gefallenen Königs Dardinello, um diesem ein ordentliches Begräbnis bereiten zu können. Nachdem sie diese gefunden haben, werden sie jedoch von schottischen Rittern entdeckt und angegriffen. Cloridano wird getötet. Medoro dagegen bleibt schwer verletzt im Wald zurück und wird schließlich von der umherirrenden Angelica gefunden. Der Liebesgott Cupido nimmt Angelica ihre Hartherzigkeit gegenüber Orlando übel und beschließt, sie zu strafen. So sorgt er dafür, dass sie sich völlig unstandesgemäß in den gegnerischen Soldaten Medoro verliebt. Zunächst nur von Mitleid überwältigt, bereitet sie eine Salbe aus Heilkräutern und pflegt ihn gesund. Je mehr seine Wunden heilen, desto stärker öffnet sich ihre eigene „Liebeswunde“, und schließlich gesteht sie Medoro offen ihre Liebe, die dieser erwidert. Die beiden ritzen ihr Liebesbekenntnis in die Rinde der umliegenden Bäume.

### Erster Teil
Angelica und Medoro genießen die Natur bei der Hütte des alten Schäfers Titiro. Dank Angelicas Salbe hat sich Medoro bereits gut von seinen Wunden erholt. Titiro schlägt ihnen vor, sich zu einer Quelle in der Nähe zu begeben, an der Medoro weiter genesen kann. Nachdem die beiden gegangen sind, denkt Titiro über das seltsame Schicksal der beiden nach.
Inzwischen wartet Titiros Tochter, die Schäferin Licori, sehnsüchtig auf ihren Geliebten Tirsi. Als er schließlich kommt, klagt sie über ihre Befürchtungen, dass er ihrer überdrüssig werden könnte. Tirsi beruhigt sie und versichert ihr seine Liebe. Der fränkische Ritter Orlando kommt zu ihnen und fragt sie nach dem Sarazenen Mandricardo. Sie haben ihn jedoch nicht gesehen. Da Orlando eine Rast benötigt, bietet Licori an, ihn zur Hütte ihres Vaters zu führen.
In der Hütte genießen Medoro und Angelica ihre Liebe. Als Orlando und Licori kommen, versteckt sich der Sarazene Medoro. Angelica begrüßt Orlando freundlich – was ihn erstaunt, da sie ihn zuvor immer zurückgewiesen hatte. Angelica fordert ihn auf, seine Waffen abzulegen und sich auszuruhen. Nachdem Medoro das Gespräch eine Weile eifersüchtig belauscht hat, zieht er sich zurück, weil er es nicht länger ertragen kann. Angelica täuscht Orlando vor, ihm treu zu sein, denkt dabei aber insgeheim nur an Medoro. Sie und Licori beschließen, Orlando eine Weile allein zu lassen und im nahegelegenen Bach zu baden. Orlando bleibt nur ungern zurück.
Licori ist verwundert über Angelicas Täuschung und fragt sie, ob das bei den Städtern so üblich ist. Angelica antwortet, zur Kunst der Liebe gehöre auch der Betrug. Licori ist anderer Meinung. Nachdem sie gegangen ist, kommt Medoro zurück und wirft Angelica ihr Verhalten gegenüber Orlando vor. Sie fühlt sich durch sein Misstrauen verletzt. Ein Duett voller gegenseitiger Anschuldigungen beendet den ersten Teil.

### Zweiter Teil
Licori unterhält sich mit Medoro über den Sinn der Schwindeleien in der Liebe. Medoro erklärt ihr, dass man manchmal erst lernen müsse, zu betrügen, ehe man an die Liebe denken könne. Licori fragt ihn, was sie tun müsse, um Orlando für sich zu gewinnen. Medoro erzählt ihr, wie Angelica ihn mit Worten, Blicken und insbesondere mit Tränen verliebt gemacht habe. Orlando kommt, und Medoro entfernt sich. Licori versucht nun vergeblich, Orlando zu bezirzen. Das Gespräch wird jedoch von Tirsi belauscht, der über ihr Verhalten entsetzt ist. Nachdem Orlando gegangen ist, kommt Tirsi aus seinem Versteck und erklärt Licori seine Liebe. Sie antwortet: Da es ihn offensichtlich nicht störe, dass sie soeben von Orlando beschämt wurde, liebe er sie nicht wirklich und habe vermutlich längst eine andere Geliebte. Tirsi ist gekränkt und geht.
Angelica kommt zu der weinenden Licori. Licori ist wütend auf sie und ihre Ratschläge. Sie hat nun Tirsi verloren und auch Orlando nicht für sich gewinnen können. Angelica tröstet sie damit, dass Tirsi sich sicher bald beruhigen und zurückkehren werde. Angelica selbst beabsichtigt, in der folgenden Nacht mit Medoro zu fliehen. Sie schenkt ihr zum Abschied ein goldenes Armband. Licori hat nie zuvor Gold gesehen und erkennt es als das Metall, vor dem sie ihr Vater gewarnt hatte. Sie ist zufrieden mit den Gaben der Natur.
Da Titiro nichts von Orlandos Liebe zu Angelica weiß, erzählt er ihm von ihrem Verhältnis mit Medoro und zeigt ihm die Baumritzereien der beiden. Orlando wird wütend und schwört Rache. Nachdem er gegangen ist, bereut Titiro seine Rede.
Tirsi verabschiedet sich von Licori, um Angelica und Medoro auf ihrer Flucht zu begleiten. Licori hält ihn zurück, und schließlich versöhnen sich beide wieder. Angelica und Medoro warten daher vergeblich auf Tirsi, den sie eigentlich als Führer durch die ihnen unbekannte Gegend bräuchten. Aber die Zeit drängt, und schließlich verabschieden sie sich vom Wald und der Höhle, in der sie Schutz gefunden hatten.
Orlando tobt vor Wut auf Angelica und die Liebe. Dennoch würde er ihr vergeben, wenn sie zu ihm zurückkehren würde.
Nach Abschluss der eigentlichen Handlung folgt eine „Licenza“ – eine Huldigung an die Kaiserin Elisabeth, die vom Chor aufgenommen wird, um ihren Geburtstag zu feiern.

## Geschichte

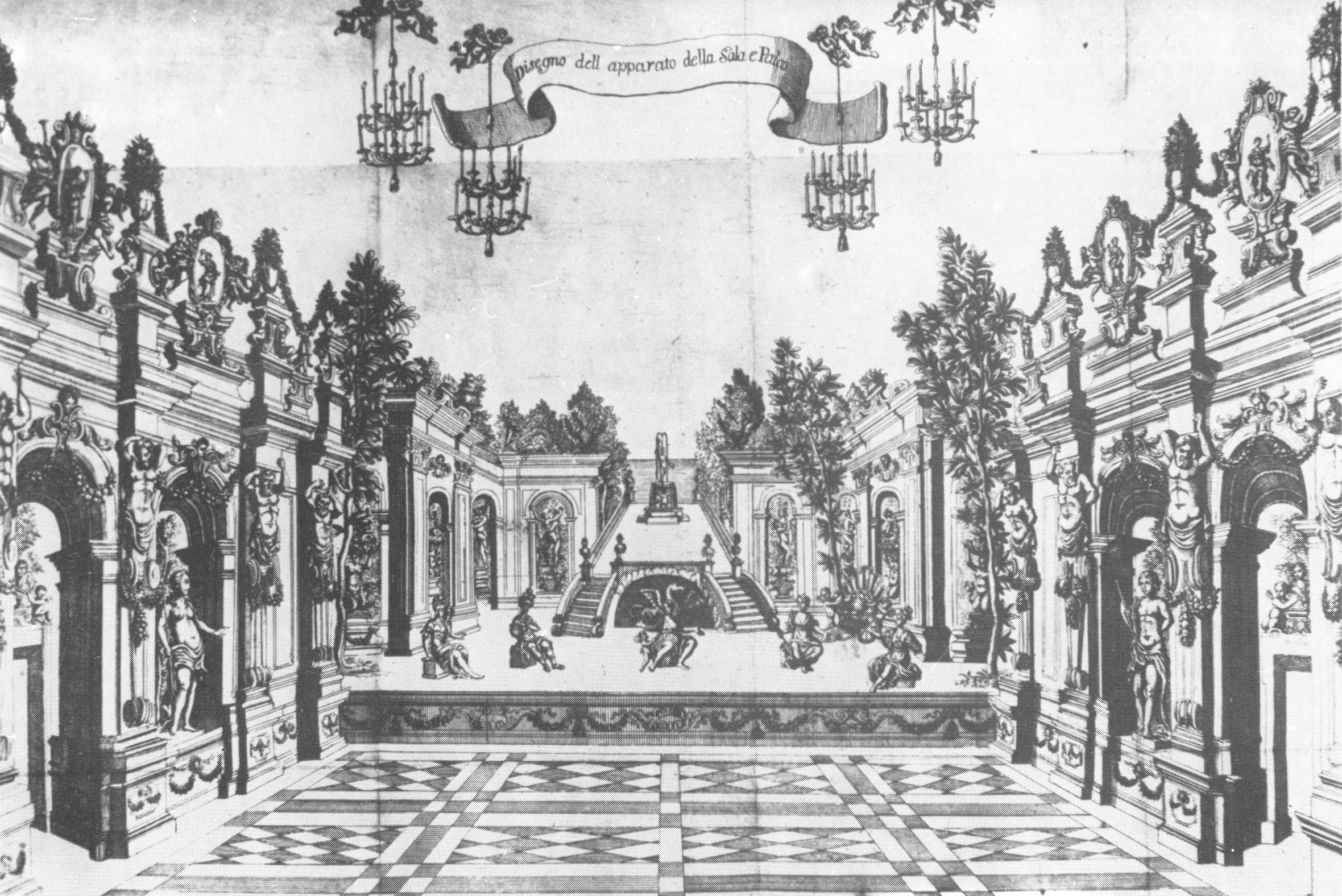
Aufführung von 1722 in Neapel, Musik von Nicola Porpora

Angelica ist das erste Bühnenwerk Metastasios, das er ausdrücklich für eine Vertonung vorgesehen hatte. Er schrieb es 1720 im Alter von zweiundzwanzig Jahren. Der ursprüngliche Titel Orlando wurde später in Angelica geändert. Die Aufführungen von Porporas Vertonung zum Geburtstag der Kaiserin Elisabeth-Christine 1720 wurden von bedeutenden Sängern ausgeführt. Die Partie der Angelica sang Metastasios Gönnerin Marianna Benti Bulgarelli (genannt „Romanina“). Der Kastrat Carlo Broschi (Farinelli) debütierte im Alter von fünfzehn Jahren mit der Rolle des Tirsi. Weitere Mitwirkende waren der Soprankastrat Domenico Gizzi als Medoro, der Altist Francesco Vitale als Orlando, der Buffo Gioacchino Corrado als Titiro und die Mezzosopranistin Maria Antonia Marchesini („La Lucchesina“) als Licori. Sowohl Farinelli als auch Gizzi waren Schüler Porporas. Farinelli nahm auch an der Wiederaufnahme am 26. Juli 1722 teil, die ebenfalls anlässlich des Geburtstags der Kaiserin stattfand. Die Freundschaft Metastasios mit Farinelli fand mit diesem Werk ihren Anfang und endete erst mit dem Tod Metastasios 1782. Da beide mit dieser Produktion ihr Theaterdebüt feierten, bezeichnete Metastasio Farinelli häufig als seinen „gemello“ (Zwilling).
Carlo Vedova bearbeitete das Libretto als Pastorale mit dem Namen Angelica e Medoro. Diese Fassung wurde am 10. März 1739 in einer Vertonung von Giovanni Battista Pescetti im Theatre Royal in Covent Garden in London aufgeführt und mit einer englischen Übersetzung veröffentlicht.
Auch Gaetano Sertor verwendete dieses Libretto als Basis für sein eigenes Libretto Angelica e Medoro, das u. a. von den Komponisten Ferdinando Bertoni (1791), Gaetano Andreozzi (1792), Michele Mortellari (1796), Antonio Tozzi (1805) und Giuseppe Nicolini (1810) vertont wurde.
Christoph Martin Wieland bearbeitete den Text vermutlich 1774 für sein Libretto Medor und Angelica, das von Ernst Wilhelm Wolf vertont werden sollte. Die Fertigstellung wurde jedoch durch den Brand des Weimarer Hoftheaters vereitelt. Der Text ist nicht erhalten.

## Vertonungen
Folgende Komponisten vertonten dieses Libretto:
| Komponist                                           | Uraufführung                                                        | Aufführungsort | Anmerkungen                                                                                       |
| --------------------------------------------------- | ------------------------------------------------------------------- | -------------- | ------------------------------------------------------------------------------------------------- |
| Nicola Antonio Porpora                              | 4. September 1720, Palast von Antonio Caracciolo, Prinz von Torella | Neapel         | „festa teatrale“; auch 1720 zum Namenstag der Kaiserin in Wien; am 26. Juli 1722 erneut in Neapel |
| Giacomo Francesco Milano                            | 1740 oder 1745, Privataufführung                                    | Neapel         | als Angelica e Medoro                                                                             |
| Ignazio Fiorillo                                    | Messe 1744, Teatro degli Obizzi                                     | Padua          | „dramma pastorale per musica“; auch 1751 in Wolfenbüttel                                          |
| Paolo Scalabrini                                    | 25. April 1746, Oper am Gänsemarkt                                  | Hamburg        | als Angelica e Medoro, „opera pastorale“ in drei Akten                                            |
| Giovanni Battista Mele                              | 1747, Coliseo del Buen Retiro                                       | Madrid         | als Angélica y Medoro                                                                             |
| Francesco Brusa                                     | 2. März 1756, Teatro San Benedetto                                  | Venedig        | „serenata per musica“                                                                             |
| Giuseppe Zonca                                      | 1758                                                                | München        | als Angelica e Medoro                                                                             |
| João de Sousa Carvalho                              | 25. Juli 1778, Palazzo Queluz                                       | Lissabon       | „serenata per musica“                                                                             |
| Giuseppe Moneta                                     | 19. März 1780, Porta Rossa                                          | Florenz        | als Angelica e Medoro, „serenata“                                                                 |
| Domenico Cimarosa und Giuseppe Millico (vermutlich) | vermutlich 1783                                                     | Wien           | als Angelica e Medoro, „cantata pastorale“                                                        |
| Cinque                                              | um 1800                                                             |                | als Angelica e Medoro                                                                             |
| José Valero (vermutlich)                            | 1843                                                                |                |                                                                                                   |

## Aufnahmen und Aufführungen in neuerer Zeit
- João de Sousa Carvalho:
  - 2014: Aufnahme in Lissabon mit dem Concerto Campastre unter Leitung von Pedro Castro. Die Sänger waren Joana Seara (Angelica), Lidia Vinyes Curtis (Medoro), Fernando Guimarães (Orlando), Maria Luísa Tavares (Licori) und Sandra Medeiros (Tirsi). Naxos 8.573554-55.[27]
- Nicola Antonio Porpora:
  - 2005: Aufführung unter dem Namen Orlando ou le délire ovvero L’Angelica im Palais Royal d’Aranjuez in Madrid und CD-Veröffentlichung mit der Real Compañia Opera de Camara unter Leitung von Juan Bautista Otero. Die Sänger waren Robert Expert (Orlando), Olga Pitarch (Medoro) und Betsabée Haas (Angelica). Die Aufführung fand zum Anlass von Farinellis 300. Geburtstag statt. Otero bearbeitete das Libretto stark, um den Handlungsverlauf an Ariostos Vorlage anzunähern und für das heutige Publikum verständlicher zu machen. Unter anderem wurden die drei Nebenrollen entfernt.[6][5]
  - 2021: Aufführung beim Festival della Valle d’Itria im Palazzo Ducale in Martina Franca mit La Lira di Orfeo unter Federico Maria Sardelli in einer Inszenierung von Gianluca Falaschi. Die Sänger waren Ekaterina Bakanova (Angelica), Paola Valentina Molinari (Medoro), Teresa Iervolino (Orlando), Gaia Petrone (Licori), Sergio Foresti (Titiro) und Barbara Massaro (Tirsi).[28]

## Digitalisate
1. ↑  Libretto (italienisch)  der Oper von Nicola Porpora, Neapel 1720. Digitalisat im Corago-Informationssystem der Universität Bologna.
2. ↑  Libretto (italienisch)  der Oper von Ignazio Fiorillo, Padua 1744. Digitalisat im Corago-Informationssystem der Universität Bologna.
3. ↑  Libretto (italienisch)  der Oper von João de Sousa Carvalho, Lissabon 1778. Digitalisat im Corago-Informationssystem der Universität Bologna.
4. ↑  Partitur der Serenata von Giuseppe Millico als Digitalisat beim International Music Score Library Project.